# Гарперс Феррі (Айова)
Гарперс Феррі (англ. Harpers Ferry) — місто (англ. city) в США, в окрузі Алламакі штату Айова. Належить до  тауншипу Тейлор. Населення — 262 особи (2020), що на 2 особи менше, ніж 2000 року.

## Географія
Гарперс Феррі розташований за координатами 43°12′3″ пн. ш. 91°9′10″ зх. д. / 43.20083° пн. ш. 91.15278° зх. д. (43.200952, -91.152666).  За даними Бюро перепису населення США в 2010 році місто мало площу 1,67 км², з яких 1,62 км² — суходіл та 0,05 км² — водойми.

## Демографія

### Перепис 2010 року
Згідно з переписом 2010 року, у місті мешкало 328 осіб у 173 домогосподарствах у складі 106 родин. Густота населення становила 196 осіб/км².  Було 578 помешкань (346/км²).
Расовий склад населення:
| - 99,7 % — білих - 0,3 % — чорних або афроамериканців |

До двох чи більше рас належало 0,0 %. Частка іспаномовних становила 0,0 % від усіх жителів.
За віковим діапазоном населення розподілялося таким чином: 10,7 % — особи молодші 18 років, 55,5 % — особи у віці 18—64 років, 33,8 % — особи у віці 65 років та старші. Медіана віку мешканця становила 58,8 року. На 100 осіб жіночої статі у місті припадало 105,0 чоловіків;  на 100 жінок у віці від 18 років та старших — 104,9 чоловіків також старших 18 років.
Середній дохід на одне домашнє господарство  становив 48 067 доларів США (медіана — 39 250), а середній дохід на одну сім'ю — 57 125 доларів (медіана — 51 375). Медіана доходів становила 39 167 доларів для чоловіків та 33 750 доларів для жінок. За межею бідності перебувало 7,6 % осіб, у тому числі 38,9 % дітей у віці до 18 років та 4,9 % осіб у віці 65 років та старших.
Цивільне працевлаштоване населення становило 115 осіб. Основні галузі зайнятості: роздрібна торгівля — 29,6 %, мистецтво, розваги та відпочинок — 14,8 %, виробництво — 13,0 %, освіта, охорона здоров'я та соціальна допомога — 13,0 %.

### Перепис 2000 року
За даними перепису 2000 року, в місті проживало 330 осіб у 166 домогосподарствах у складі 110 родин. Густота населення становила 208,9 ос./км². Було 560 помешкань, середня густота яких становила 354,5/км². Расовий склад міста: 98,18% білих, 1,21% індіанців, а також 0,61% людей, які зараховують себе до двох або більше рас. Іспаномовні та латиноамериканці США незалежно від раси становили 0,30% населення.
Із 166 домогосподарств 15,7% мали дітей віком до 18 років, які жили з батьками;, 57,8% були подружжями, які жили разом; 6,0% мали господиню без чоловіка, і 33,7% не були родинами. 31,9% домогосподарства складалися з однієї особи, зокрема 22,3% віком 65 і більше років. У середньому на домогосподарство припадало 1,99 мешканця, а середній розмір родини становив 2,44 особи.
Віковий склад населення: 14,8% віком до 18 років, 1.8% від 18 до 24; 18.8% від 25 до 44; 28.2% від 45 до 64; і 36.4% від 65 років і старші. Середній вік жителів міста становив 58 років. На кожні 100 жінок припадало 90,8 чоловіка. На кожні 100 жінок, віком від 18 років і старших, припадало 83,7 чоловіка.
Середній дохід домогосподарств у місті становив $29 091, родин — $ 35 125. Середній дохід чоловіків становив $ 30 000 проти $ 21 250 у жінок. Дохід на душу населення в місті був $ 17 566. Близько 3,5% родин і 7,5% населення перебували за межею бідності, включаючи 24,4% віком до 18 років і 1,8% від 65 і старших.